# 28318 Janecox
28318 Janecox è un asteroide della fascia principale. Scoperto nel 1999, presenta un'orbita caratterizzata da un semiasse maggiore pari a 2,3222283 UA e da un'eccentricità di 0,1607290, inclinata di 3,93800° rispetto all'eclittica.